# 1039
Évszázadok: 10. század – 11. század – 12. század
Évtizedek: 980-as évek – 990-es évek – 1000-es évek – 1010-es évek – 1020-as évek – 1030-as évek – 1040-es évek – 1050-es évek – 1060-as évek – 1070-es évek – 1080-as évek
Évek: 1034 – 1035 – 1036 – 1037 –  1038 – 1039 – 1040 – 1041 – 1042 – 1043 – 1044

## Események
- Péter magyar király serege a Német-római Birodalom  határvidékét pusztítja.
- június 4. – III. Henrik német királlyá koronázása (1046-tól császár, 1056-ig uralkodik).
- I. Břetislav cseh fejedelem betör Lengyelországba.

## Halálozások
- június 4. – II. Konrád német-római császár (* 990 körül).